# Innvik
Innvik is een plaats in de Noorse gemeente Stryn, provincie Vestland. In 1837 werd Innvik een zelfstandige gemeente in de voormalige provincie Sogn og Fjordane. Innvik werd in 1965 samengevoegd met Stryn.
Het ligt aan het einde van het Nordfjord. Omliggende plaatsen zijn Olden en Utvik. Innvik telt 369 inwoners (2007) en heeft een oppervlakte van 0,72 km².